# Juan Carlos Zorzi
Juan Carlos Zorzi (Buenos Aires, 11 de noviembre de 1935 - 21 de agosto de 1999) fue un músico, compositor y director de orquesta argentino.

## Biografía
Sus maestros fueron Gilardo Gilardi, Alberto Ginastera, Floro Ugarte y Juan Francisco Giaccobbe, recibiendo estudios de dirección orquestal a cargo del maestro Mariano Drago. 
Juan Carlos Zorzi ha sido Director Titular de la Orquesta Sinfónica de la Universidad de Cuyo, Orquesta Sinfónica de Córdoba, Orquesta Sinfónica de la Universidad de Tucumán, Orquesta Sinfónica Nacional y Orquesta Filarmónica de Chile, país donde se destacó como Director en el Teatro Municipal a cargo de variadas obras, siendo una de las más importantes para su carrera, Tosca de Puccini donde descubrió a muchos jóvenes talentos destacando a su recordado ahijado y niño prodigio Rafael Amadei, quien a sus 7 años interpretaba magistralmente “El canto del pastorcito”.
Se desempeñó como Director Residente de la Orquesta Filarmónica de Bogotá (Colombia) durante dos temporadas consecutivas y fue desde 1977 hasta 1990 Director Titular de la Orquesta Sinfónica Provincial de Rosario. Marcó una etapa en la cultura musical contemporánea, principalmente a comienzos de los ochenta cuando su célebre "Tanguango" despertó gran interés en la crítica argentina. Debido a esto, en 1999 recibió el Premio Konex como uno de los cinco mejores directores de orquesta de la historia en Argentina. Murió a los 63 años de edad, como consecuencia de un cáncer de esófago. Fue enterrado en el Cementerio de la Chacarita.

## Obra
Dentro de su catálogo de obras, destacan las siguientes:
- Adagio elegíaco en memoria de Gilardo Gilardi.
- Variaciones enigmáticas
- Ludus, para seis grupos instrumentales.
- Quinteto para cuerdas con piano
- Sonata para violín y piano.
- El timbre, ópera.
- Antígona Vélez, ópera.
- Don Juan, ópera estrenada en el Teatro Colón.
- Réquiem para Camila" estrenada en el Teatro Colón el 24/05/1984